# Gonzalo Choy González
Gonzalo Gabriel Choy González (Montevideo, Uruguay, 11 de noviembre de 1981) es un exfutbolista uruguayo nacionalizado argentino. Jugaba de mediocampista o delantero en Monarcas Morelia en la Liga de Expansión MX.

## Trayectoria
Debutó con el Club Atlético Cerro en la temporada 2000, de ahí pasó al Fútbol Argentino con el equipo del Club de Gimnasia y Esgrima La Plata, para el Clausura 2005 jugaría con el Olimpo de Bahía Blanca, Apertura 2006 pasó a Argentinos Juniors. Para el Apertura 2007 llegó al Fútbol Mexicano para reforzar al Monarcas Morelia, donde jugó como centrodelantero en 17 partidos y marcó 5 goles, pero en el Clausura 2008 salió afectado por el entrenador David Patiño jugando solo 515 minutos con el Morelia sin Marcar gol. Luego lo pusieron Transferible en el draft 2008 de México, Rayados de Monterrey pidió los Servicios de Gonzalo Choy por lo cual para el Apertura 2008, jugó con el equipo de Monterrey.
En agosto de 2011, cuando Gimnasia perdió la categoría, llamó a la dirigencia del club y pidió volver a vestir la camiseta del "Lobo", una vez concretado el hecho, firmá contrato con Gimnasia por un año. En su vuelta, jugó el primer partido de titular, ante el Atlético Tucumán marcando un gol a los 14 minutos, que sería el segundo de su equipo. En diciembre del 2012, cierra su segundo ciclo con Gimnasia ya que no será tenido en cuenta por el DT Pedro Troglio, este ciclo se cierra después de 1 año y medio con 24 partidos jugados y 3 goles marcados.
Luego de estar un año sin ser tenido en cuenta en Gimnasia y Esgrima La Plata, se suma a Almagro de la B Metropolitana del Fútbol Argentino. En Almagro jugó un poco más de un año.
Para la temporada 2014 ficha para 9 de Julio, jugando en TDI (Torneo del Interior o Argentino C).
En 2015 se suma a las filas del Club y Biblioteca Agustín Álvarez, de la ciudad de 9 de Julio, Buenos Aires.

## Clubes
| Club                                                | País      | Año         |
| --------------------------------------------------- | --------- | ----------- |
| Cerro                                               | Uruguay   | 2000        |
| Gimnasia y Esgrima La Plata                         | Argentina | 2001 - 2004 |
| Olimpo                                              | Argentina | 2004 - 2005 |
| Quilmes                                             | Argentina | 2005 - 2006 |
| Argentinos Juniors                                  | Argentina | 2006 - 2007 |
| Monarcas Morelia                                    | México    | 2007 - 2008 |
| Monterrey                                           | México    | 2008 - 2009 |
| Rosario Central                                     | Argentina | 2009 - 2010 |
| Tigre                                               | Argentina | 2010 - 2011 |
| Arsenal                                             | Argentina | 2011        |
| Gimnasia y Esgrima La Plata                         | Argentina | 2011 - 2013 |
| Almagro                                             | Argentina | 2013 - 2014 |
| Club Atlético 9 de Julio (9 de Julio, Buenos Aires) | Argentina | 2014 - 2015 |
| CyB Agustín Álvarez                                 | Argentina | 2015        |